# Fajara Golf Course
Der Fajara Golf Course ist ein Golfplatz im westafrikanischen Staat Gambia in Bakau-Fajara und wird vom Fajara Club betrieben.
Der Par-69-Kurs liegt unmittelbar an der Küste des Atlantischen Ozeans und am Gewässer Kotu. Er misst rund 4700 Meter auf meist sandigem Boden. Auf Rasen ist aufgrund der Bewässerungssituation weitergehend verzichtet worden, die einzelnen Bahnen sind von typischen Büschen der westafrikanischen Küstenlandschaft umstanden. Im südlichen Bereich am Ufer ist der Kotu mit Mangroven bewachsen. Eine Bahn muss Richtung gegenüberliegendem Ufer bzw. der sogenannten „Devils Island“ gespielt werden. Der Fajara Golf Course ist der größere und ältere der beiden Plätze (der andere ist der 18-Loch-Kurs des Kololi Beach Clubs) für den Golfsport in Gambia. Der Platz wurde 1972 als Ersatz des ehemaligen Golfkurses an der Denton Bridge errichtet, Pläne dazu wurden seit Ende der 1950er ausgearbeitet.

## Turniere
Die Gambian International Golf Championship (Baby Mariam Jammeh Golf Tournament) wurde im Februar 2011 ausgetragen und war mit 5000 US$ Preisgeld für den Sieger ausgeschrieben.
Im Dezember 2011 fanden die Gambia Open and Pro Am statt.